# Pierre Véron (avocat)
Ne doit pas être confondu avec Pierre Véron (journaliste).
Pour les articles homonymes, voir Véron.
Pierre Véron, né le 20 juillet 1947 à Roanne (Loire), est un avocat français, spécialiste du contentieux des brevets d’invention.

## Parcours professionnel
Inscrit au barreau en 1969, il fonde, en 1971, le cabinet de droit des affaires lyonnais Lamy, Véron, Ribeyre & Associés. Il rejoint le Barreau de Paris en 1996 et fonde, en 2001, le cabinet d’avocats Véron & Associés, pour pratiquer exclusivement le contentieux des brevets d’invention. Pierre Véron a été le premier avocat à défendre devant un tribunal français une affaire de brevet européen (1990), de brevet de nanotechnologie (2003) et de contrefaçon d’un brevet de biologie moléculaire (2007). Le guide américain Best Lawyers l’a nommé Lawyer of the Year, catégorie propriété intellectuelle, France, pour les années 2010  et 2019. Il a figuré dès 2006 au classement des avocats les plus respectés au monde en droit des brevets, publié par l’annuaire Who's Who Legal.
De 2007 à 2013, il a été expert auprès de la Commission européenne pour les projets de juridiction européenne des brevets. Depuis 2014, il est membre du comité de rédaction du règlement de procédure de la Juridiction unifiée du brevet et du groupe d'experts conseillant le comité préparatoire de cette juridiction.

## Parcours au sein d'associations professionnelles
- 1977-1978 : Président de la FNUJA (Fédération Nationale des Unions de Jeunes Avocats)
- 1975-1978 : Membre du conseil de l’ordre des avocats (Lyon)
- 1979-1982 : Membre du CCBE (Conseil des barreaux européens)
- 1998-2002 : Président de l’AAPI (Association des Avocats de Propriété Industrielle)
- 2001-2004 : Fondateur et président de l’EPLAW (en) (European Patent Lawyers Association)

## Publications
- Saisie-contrefaçon (direction), Éditions Dalloz, 2e édition 2005 (ISBN 978-2247052455), 3e édition 2013-2014  (ISBN 978-2247091102).
- Saisie-contrefaçon, édition trilingue, 2015[6].
- Concise International and European Intellectual Property Law (direction, en collaboration avec Thomas Cottier), Kluwer Law International, 3e édition 2015 (ISBN 978-9041152305).